# 努兹维德
努兹维德（Nuzvid），是印度安得拉邦Krishna县的一个城镇。总人口50338（2001年）。

## 人口
该地2001年总人口50338人，其中男性25515人，女性24823人；0—6岁人口5334人，其中男2774人，女2560人；识字率68.58%，其中男性为73.55%，女性为63.47%。